# Evangelický kostel na Deákově náměstí (Budapešť)
Evangelický kostel na Deákově náměstí  (maď. Deák téri evangélikus templom) je luterský kostel nacházející se v pátém budapešťském obvodu na Deákově náměstí. Tento klasicistní halový kostel bez věže je největším protestantským kostelem v Budapešti. Přiléhá k němu řada budov náležejících evangelické církvi (gymnázium, muzeum atd.), proto se oblasti, kde kostel stojí, říká Insula Lutherana (Luterský ostrov).
Kostel byl vystavěn podle plánu Mihályho Pollacka v letech 1799–1808. Vysvěcen byl roku 1811. Současná fasáda podle plánů Józsefa Hilda pochází z roku 1856.
Kostel je památkově chráněn.
Vedle kostela se v budově bývalé fary nachází Maďarské evangelické muzeum, v němž je mj. přechovávána vlastnoruční závěť Martina Luthera
V kostele mj. působil Ján Kollár.

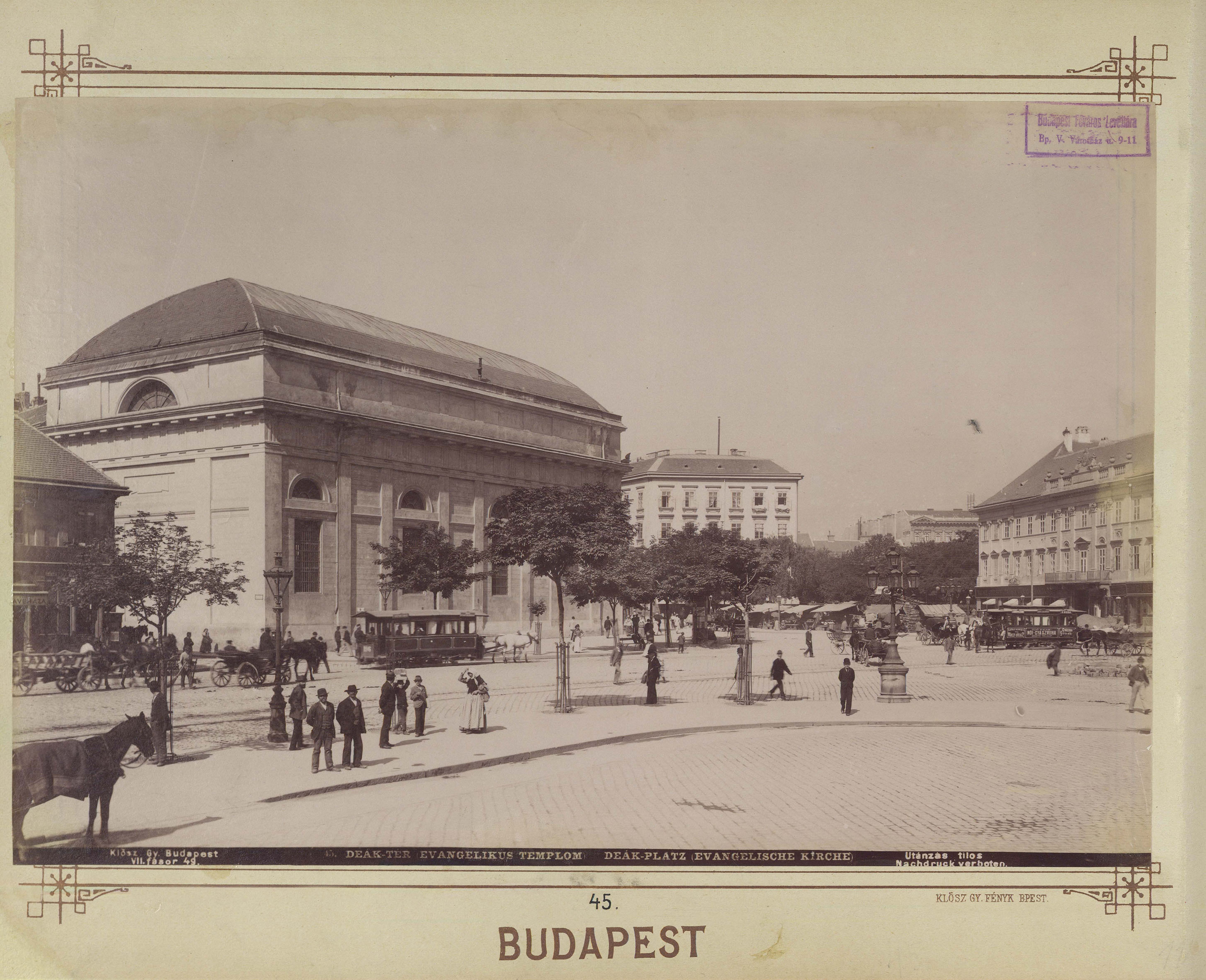
Kostel v 90. letech 19. století
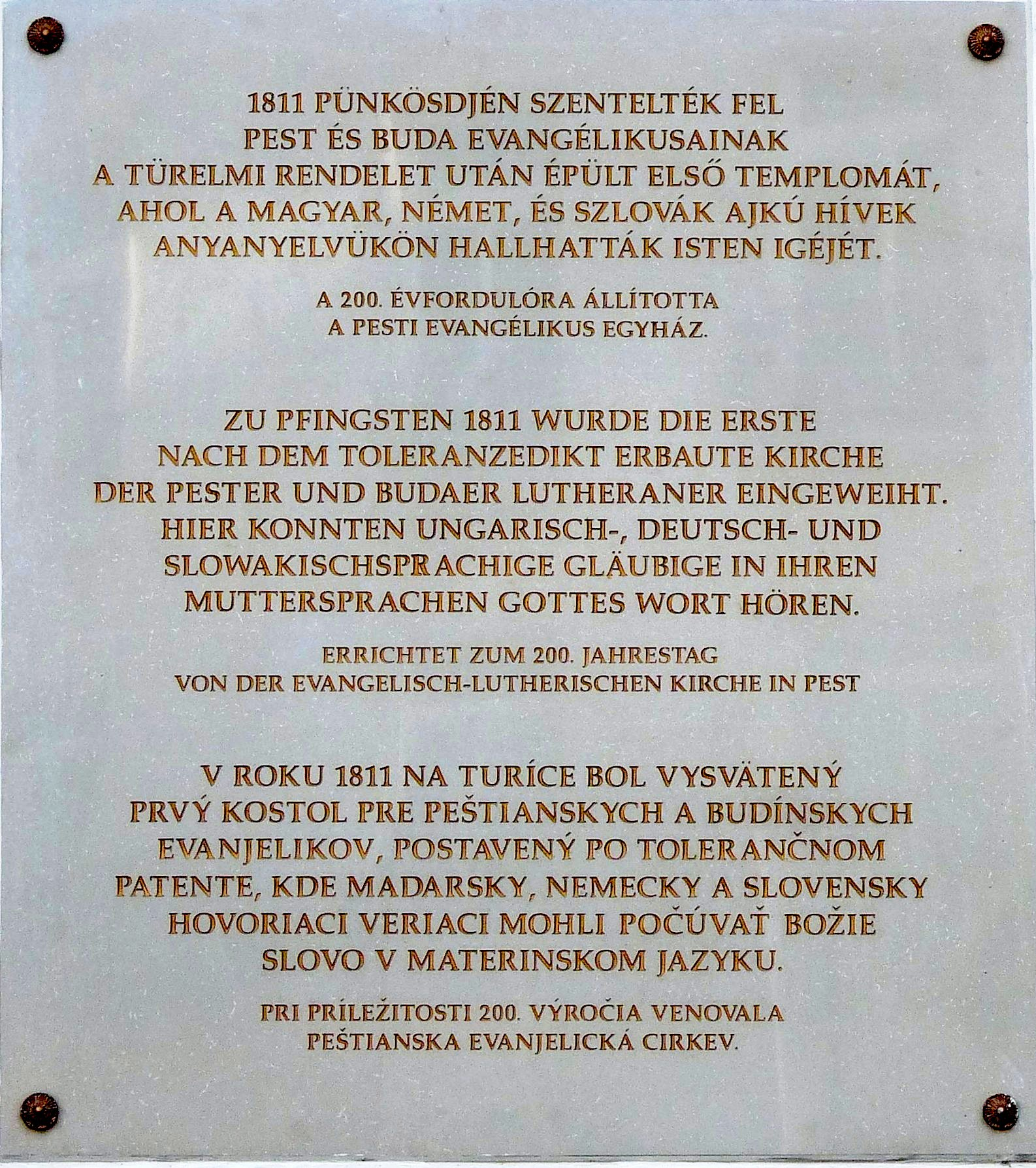
Pamětní deska z roku 2011
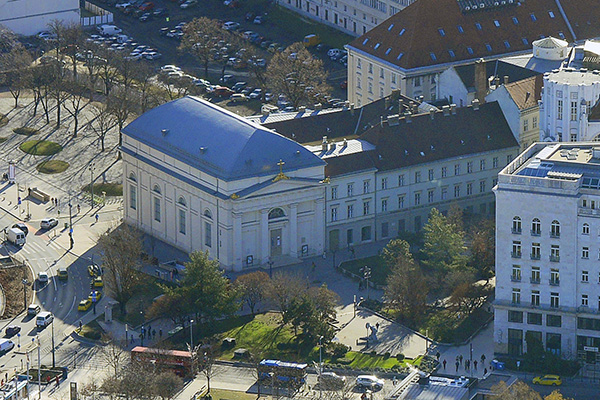
Letecký pohled na kostel
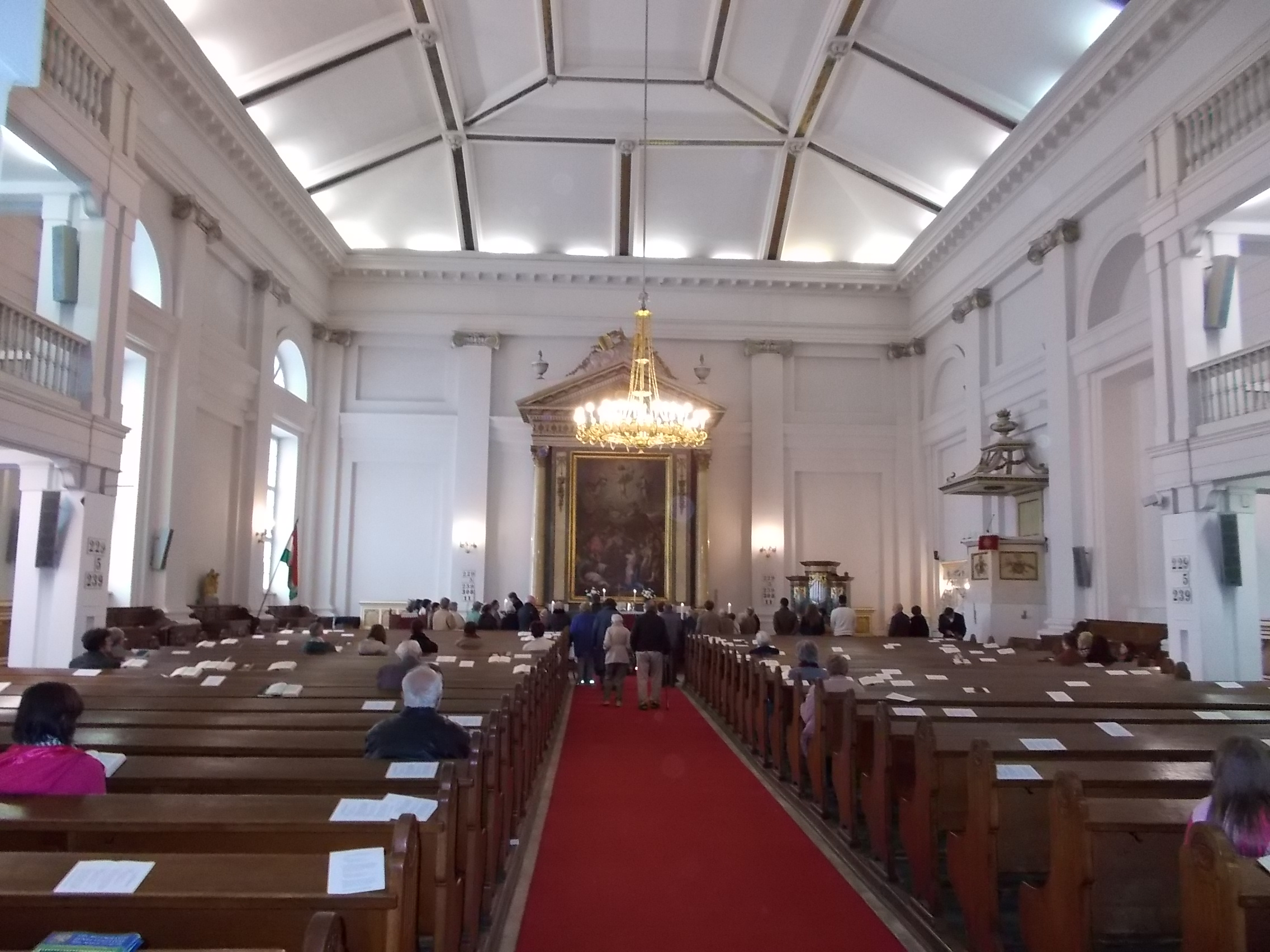
Interiér kostela